# Norðradalur

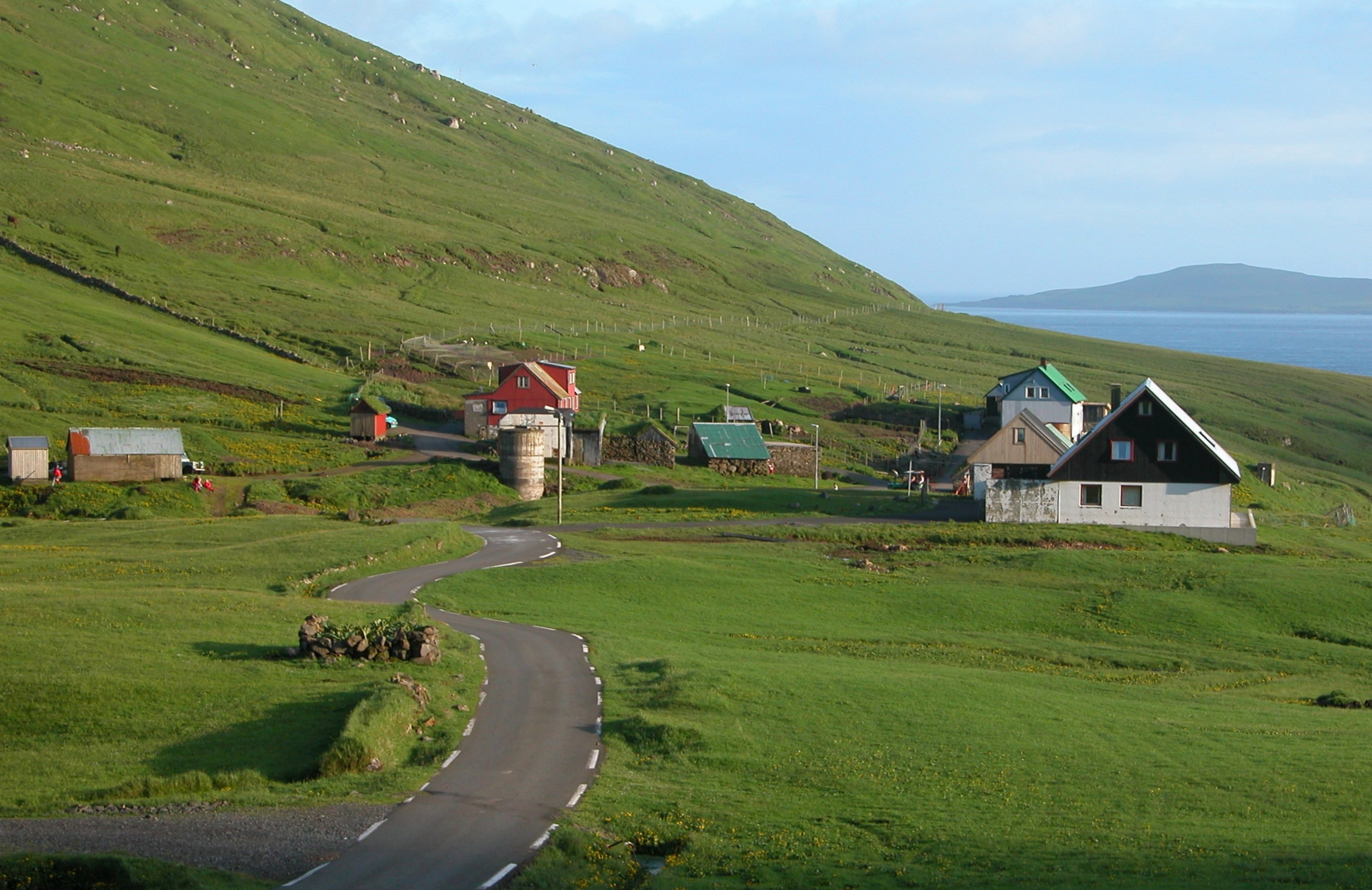
Ortsansicht von Norðradalur mit der Insel Koltur im Hintergrund

Norðradalur [ˈnoːɹaˌdɛalʊɹ] (dänischer Name: Nordredal, wörtlich: „Nordtal“) ist ein Ort der Färöer an der südlichen Westküste der Hauptinsel Streymoy.
- Einwohner: 14 (1. Januar 2007)
- Postleitzahl: FO-178
- Kommune: Tórshavnar kommuna

Norðradalur liegt – wie der südliche Nachbarort Syðradalur – westlich der Hauptstadt Tórshavn und bietet einen Blick auf die kleine Insel Koltur. Norðradalur ist an drei Seiten von 400 bis 600 Metern hohen Bergen umgeben.